# AlltheWeb
AlltheWeb, do inglês "Toda a Web", é um dos grandes mecanismos de busca da World Wide Web, rivalizando com outros grandes nomes como o Google e o Yahoo.
O AllTheWeb foi desenvolvido pela empresa norueguesa Fast Search & Transfer. Em 2003, Fast Search & Transfer vendeu AlltheWeb para Overture (hoje Yahoo!).